# 白市镇 (广安市)
白市镇，是中华人民共和国四川省广安市广安区下辖的一个乡镇级行政单位。

## 行政区划
白市镇辖下包括以下地区：
慧龙社区、石盘村、龙风村、月光村、洗马村、白市村、加禾村、火箭村、马岭村、碑垭村、福田村、鞠坪村、黄城村、福桥村、石马村、南门村、南山村、慧建村、黄桷村、山龙村、白莲村、槐垭村和石垭村。

## 特产
白市柚：中国地理标志产品。